# Titre exécutoire européen
Le titre exécutoire européen pour les créances incontestées a pour objet d'assurer, « la libre circulation des décisions, des transactions judiciaires et des actes authentiques dans tous les États membres, sans qu'il soit nécessaire de recourir à une procédure intermédiaire dans l'État membre d'exécution préalablement à la reconnaissance et à l'exécution ». Son champ d'application est restreint aux créances incontestées et exclut expressément l'état et la capacité des personnes physiques, les régimes matrimoniaux, les testaments et les successions; les faillites, concordats et autres procédures analogues; la sécurité sociale ainsi que l'arbitrage.
Il est organisé par le règlement (CE) n° 805/2004 du Parlement européen et du Conseil du 21 avril 2004 portant création d'un titre exécutoire européen pour les créances incontestées entré en vigueur le 21 octobre 2005.
Le titre exécutoire européen n'est pas applicable au Danemark.

## Notion de créance incontestée
La créance est ici définie comme « un droit à une somme d'argent déterminée qui est devenue exigible ou dont la date d'échéance a été indiquée dans la décision, la transaction judiciaire ou l'acte authentique » (article 4).
Selon l'article 3 du règlement, une créance est réputée incontestée :
« a) si le débiteur l'a expressément reconnue en l'acceptant ou en recourant à une transaction qui a été approuvée par une juridiction ou conclue devant une juridiction au cours d'une procédure judiciaire; ou
b) si le débiteur ne s'y est jamais opposé, conformément aux règles de procédure de l'État membre d'origine, au cours de la procédure judiciaire; ou
c) si le débiteur n'a pas comparu ou ne s'est pas fait représenter lors d'une audience relative à cette créance après l'avoir initialement contestée au cours de la procédure judiciaire, pour autant que sa conduite soit assimilable à une reconnaissance tacite de la créance ou des faits invoqués par le créancier en vertu du droit de l'État membre d'origine; ou
d) si le débiteur l'a expressément reconnue dans un acte authentique. »

## Actes concernés

### Décisions judiciaires
Une décision rendue par une juridiction d'un État membre quelle que soit sa dénomination et « qui a été certifiée en tant que titre exécutoire européen dans l'État membre d'origine est reconnue et exécutée dans les autres États membres, sans qu'une déclaration constatant la force exécutoire soit nécessaire et sans qu'il soit possible de contester sa reconnaissance » (article 5). 

### Transactions judiciaires
Une transaction judiciaire relative à une créance « certifiée en tant que titre exécutoire européen dans l'État membre d'origine est exécutée dans les autres États membres sans qu'une déclaration constatant la force exécutoire soit nécessaire et sans qu'il soit possible de s'opposer à sa force exécutoire » (article 24).

### Actes authentiques
Un acte authentique relatif à une créance « certifié en tant que titre exécutoire européen dans l'État membre d'origine est exécuté dans les autres États membres sans qu'une déclaration constatant la force exécutoire soit nécessaire et sans qu'il soit possible de s'opposer à son exécution » (article 25).

## Procédure
La certification en tant que titre exécutoire européen doit être demandée à la juridiction qui a rendu la décision relative à une créance incontestée ou, dans le cas d'une transaction, à celle qui l'a approuvée ou devant laquelle elle a été conclue. De même, l'autorité ayant authentifié un acte a compétence pour le certifier.
Ne peuvent être certifiées que des créances incontestées, ayant été signifiées ou notifiées selon certaines formes, garantissant l'information du débiteur.
Cette certification dispense de l'exequatur.

## Sources
- Titre exécutoire européen pour les créances incontestées, Scadplus, synthèse de la législation de l'Union Européenne
- Règlement (CE) n° 805/2004 du Parlement européen et du Conseil du 21 avril 2004 portant création d'un titre exécutoire européen pour les créances incontestées